# Берк Сентер (Вирџинија)
Берк Сентер (енгл. Burke Centre) насељено је место без административног статуса у америчкој савезној држави Вирџинија.

## Демографија
По попису из 2010. године број становника је 17.326.
| Група             | 2000.    | 2010.          |
| Белци             | 0 (0,0%) | 10.805 (62,4%) |
| Афроамериканци    | 0 (0,0%) | 1.018 (5,9%)   |
| Азијати           | 0 (0,0%) | 2.652 (15,3%)  |
| Хиспаноамериканци | 0 (0,0%) | 2.214 (12,8%)  |
| Укупно            | 0        | 17.326         |